# 巻狩
巻狩（まきがり）とは中世に遊興や神事祭礼や軍事訓練のために行われた狩競（かりくら）の一種である。鹿や猪などが生息する狩場を多人数で四方から取り囲み、囲いを縮めながら獲物を追いつめて射止める大規模な狩猟である。「巻狩り」とも表記する。

## 著名な巻狩
- 九重山の巻狩り - 梶原景高が肥後国の阿蘇大宮司に狩礼の式を尋門し、殺傷禁断の地であった九重山（久住山）で巻狩りが行われた（現在の阿蘇くじゅう国立公園）。これは草原に火を放ち、獲物を集めて弓などで射る軍事演習であった。山岳信仰の地域であり供養のため九重連山南側にあった慈尊院の寺号が猪鹿狼寺（いからじでら）と改名された[1]。
- 富士の巻狩り - 1193年（建久4年）。